# Bịp bợm
Bịp hay thủ đoạn tín nhiệm là một cách gạt một người hay một tập thể sau khi có sự tin tưởng của họ. Thủ đoạn tín nhiệm lợi dụng nạn nhân dựa trên sự nhẹ dạ, ngây thơ, lòng trắc ẩn, hư vinh, tín nhiệm, vô trách nhiệm, và lòng tham. Các nhà nghiên cứu đã định nghĩa thủ đoạn tín nhiệm là "một dạng đặc thù của hành vi lừa đảo [...] với mục đích thúc đẩy hành vi trao đổi tụ nguyện nhưng không đem lại lợi ích cho cả hai bên", do chúng "đem lại lợi ích cho người đi bịp trên sự mất mát của nạn nhân".